# Rebecca Sugar
Rebecca Sugar (Silver Spring (Maryland), 9 de juliol de 1987) és una artista estatunidenca, compositora i directora més coneguda com a escriptora i creadora del guió gràfic de la sèrie de televisió de dibuixos animats Adventure Time, a més de ser la creadora de la sèrie Steven Universe, que es va estrenar a Cartoon Network el novembre de 2013. Això la va convertir en la primera dona de crear un espectacle per a Cartoon Network. També va fer uns "storyboards" a Sony Pictures Animation per a la pel·lícula "Hotel Transylvania".

## Filmografia

### Cinema
| Any  | Títol              | Notes              |
| ---- | ------------------ | ------------------ |
| 2012 | Hotel Transylvania | Artista storyboard |

### Televisió
| Any       | Títol                                    | Notes |
| --------- | ---------------------------------------- | --- |
| 2010–2013 | Adventure Time                           | Guionista, artista storyboard, compositora Nominació − Primetime Emmy al millor programa curt d'animació (2011, 2013) |
| 2013–2020 | Steven Universe / Steven Universe Future | Creadora, productora executiva, guionista, artista storyboard, compositora                                            |